# Мормо
Мормо (греч. Μορμώ, Μορμών) — в греческой мифологии дух, кусающий плохих детей. Считался спутником Гекаты. Мормо позднее стал персонажем сказок, которыми пугали непослушных детей. В этих сказках Мормо был уже не духом, а женщиной-вампиром. В этом значении он упоминается в пьесах Аристофана и Алексиаде. Мормо также упоминается в Суде.

## Образ мормо в культуре
Упоминается в рассказе Лавкрафта «Ужас в Ред Хуке». Кроме Мормо, там также упоминается и Геката.
Также Мормо является одним из персонажей фильма Звёздная пыль, снятом на основе одноимённого произведения Нила Геймана. В фильме Мормо, Ламия и Эмпуса — имена трёх ведьм, в книге их имена не называются.
Мормо упоминается Лавеем в Сатанинской Библии как «Царь вампиров, супруг Гекаты».
Мормо также является одним из персонажей игры Tales of the World: Radiant Mythology (англ. Tales of the World: Radiant Mythology). В ней он является неигровым персонажем, представляет собой летающего кота.